# Повстання коряків
Повстання коряків — антиколонізаторські дії сибірського народу коряків протягом 1745—1757 років, спрямовані проти російського панування.

## Передумови
З 1715 року впроваджувалася політика російської адміністрації, спрямована на обмеження влади місцевим князців, збільшення ясака, здирництво козаків та начальників острогів, проведення політики християнізації. Також тягарем для коряків стала участь у тривалих війнах росіян з чукчами.

## Хід подій
У 1742 році почалася нова війна росіян з чукчами. Для цього було зібрано значні сили в Анадирському острозі та водночас почався набір коряків до війська. Це призвело на початку 1745 року до повстання акланських коряків-оленярів на чолі із князцем Евонтою Косинкою, який в районі річки Аклан знищив декілька загонів збирачів ясаку. До кінця цього ж року до повстання долучилися три оленних князя Текиеттог Алинов, Алик Евеллін і Етківут Евучевін та осілі коряки Ягачинського, Кам'яного, Жирового, Косухинського і Акланського острогів. У листопаді вони розгромили загін сержанта І. Мамрукова, який прямував до Акланського острогу, а потім кілька днів протримали в облозі Акланський острог. Після цього Евонта рушив у бік Камчатки, а Евеллін уздовж Пенжинської губи.
До весни 1746 року коряки перекрили шляхи уздовж північного узбережжя Охотського моря, спробувавши знову захопити Акланський острог, знищивши значну частину тамтешньої залоги. Тоді ж постали коряки Карагинської затоки. Тойони карагинських коряків Ум'євушка, Керуга и Канач планували захопити Верньокамчаткий, Нижньокамчатський, Большерецький остроги. Але росіяни дізналися про ці плани та зміцнили залоги. Натомість коряками було укладено мирний договір з чукчами про спільні дії проти росіян. Карагинськими коряками було захоплено Столбовський острог.
14 березня 1747 року в битві на річці Орловій поблизу Анадира чукчі розгромили вщент загін росіян, що також сприяло поширенню повстання коряків. Втім того ж року внаслідок втрат та конфліктів з іншими князцами росіянам здався Евонта Косинка.
1748 року коряки захопили Акланський острог, де в якості здобич і отримали гармату та гвинтівки. Проте в тому ж році загалом росіянам вдалося придушити повстання карагинських коряків. До 1751 року діяли окремі загони інших коряків.
1751 року повстання коряків поновилося з новою силою. Основу їх становили алюторські коряки. Комендат Анадиря Шатілов придушив повстання коряків біля Анадирського острогу та річки Анадир. 1751 року здійснено похід проти тайговоських коряків, яких після відчайдушного опору було переможено. Втім невдовзі повстали тілігських та оленячі пенжинські коряки, які захопили Тігільський, Івашкінський та русанівський остроги. В тому ж році повстали коряцькі аманати (заручники) на чолі із Айвуланом Ом'ятовим в Анадирському острогу. Їм вдалося втекти. 1752 року повстання коряків в Охотському острогу вдалося придушити лише за допомогою гармат. 1753 року 300 коряків на чолі із Айвуланом взяли в облогу Гіжигінський острог, проте росіяни завдали повсталим рішучої поразки.
1756 року коряцький князець Івака Лехтелев уклав союз з чукчами проти росіян. Втім 1757 року відбувся конфлікт з чукчами, що призвело до війни, яка тривала до 1759 року. В результаті вже 1757 року коряки, які втратили внаслідок каральних експедицій і набігів чукчів значної частини боєздатного населення, змушені були відмовитися від відкритої боротьби. Натомість російська адміністрація відмовилася від насильницького
хрещення коряків і передала збір ясака в руки коряцьких тойонів та князців.

## Підсумки
Повстання коряків 1745—1757 років стало найвищим підйомом за незалежність корякських племен проти російських колонізаторів. Внаслідок відсутності єдності (зазвичай кожна група коряків діяла окрема й в різний час), слабкої військової організації, чисельності, відсутності міцної взаємодії з сусідніми народами, насамперед  чукчами та ітельменами, воно зазнало поразки. Коряки  втратили більше половини свого населення.
В результаті влада Російської імперії в цих областях посилилася, проте коряки зберегли внутрішню самостійність. У 1764 року імператорським указом було оголошено про прийом коряків в російське підданство.